# 강병권
강병권(姜秉卷, 1992년 8월 20일 ~ )은 대한민국의 바둑 기사이다.

## 약력
7세에 바둑교실을 다니면서 바둑을 접했다. 유치부 대회에서 우승하면서 바둑도장으로 옮겼고 초등학교 5학년 때부터 연구생 생활을 했다. 2011년 제2회 제주삼다수배 주니어부와 왕중왕전에서 우승을 차지했으며, 2012년 제131회 일반입단대회를 통해 입단하였다. 2012년 제56기 국수전 본선과 2013년 제57기 국수전 본선, 제18기 천원전 본선, 2014년 제58기 국수전 본선과 2014 렛츠런파크배 본선에 각각 진출했다. 2015년 4단을 거쳐 2022년에 5단으로 승단했다.